# Зеленоногая камышница
Зеленоногая камышница (лат. Tribonyx mortierii) — нелетающая птица из семейства пастушковых. Вид описан в 1840 году и назван в честь бельгийского ботаника Бартелеми Дюмортье.

## Ареал
Зеленоногая камышница — эндемик острова Тасмания, встречается на бо́льшей части острова, за исключением юго-западной части. Также птиц можно встретить на близлежащих островах.

## Описание вида
Представители вида — нелетающие птицы с длиной тела 45-50 см.